# St. Peter und Paul (Leerstetten)

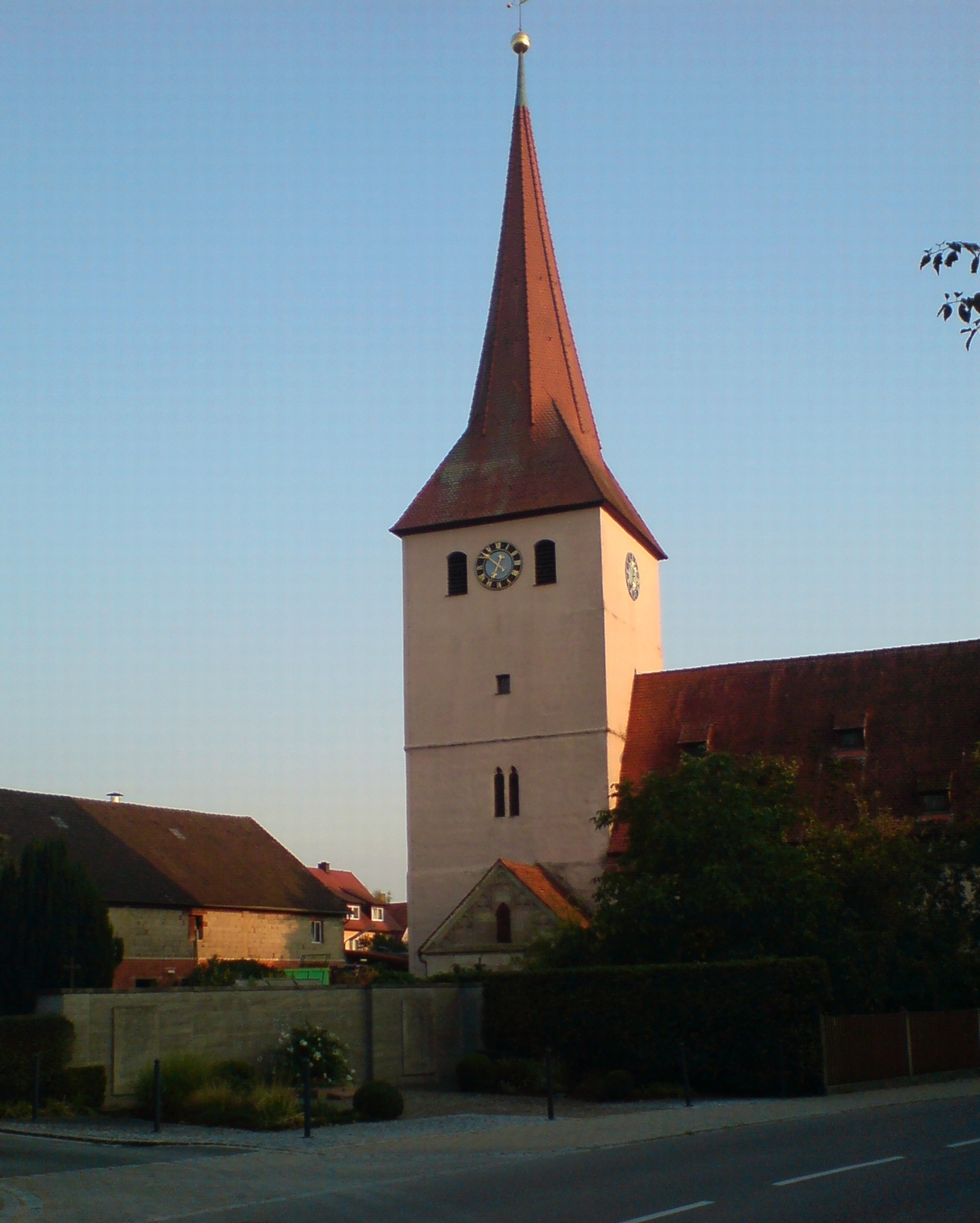
St. Peter und Paul und Kriegerdenkmal (2018)

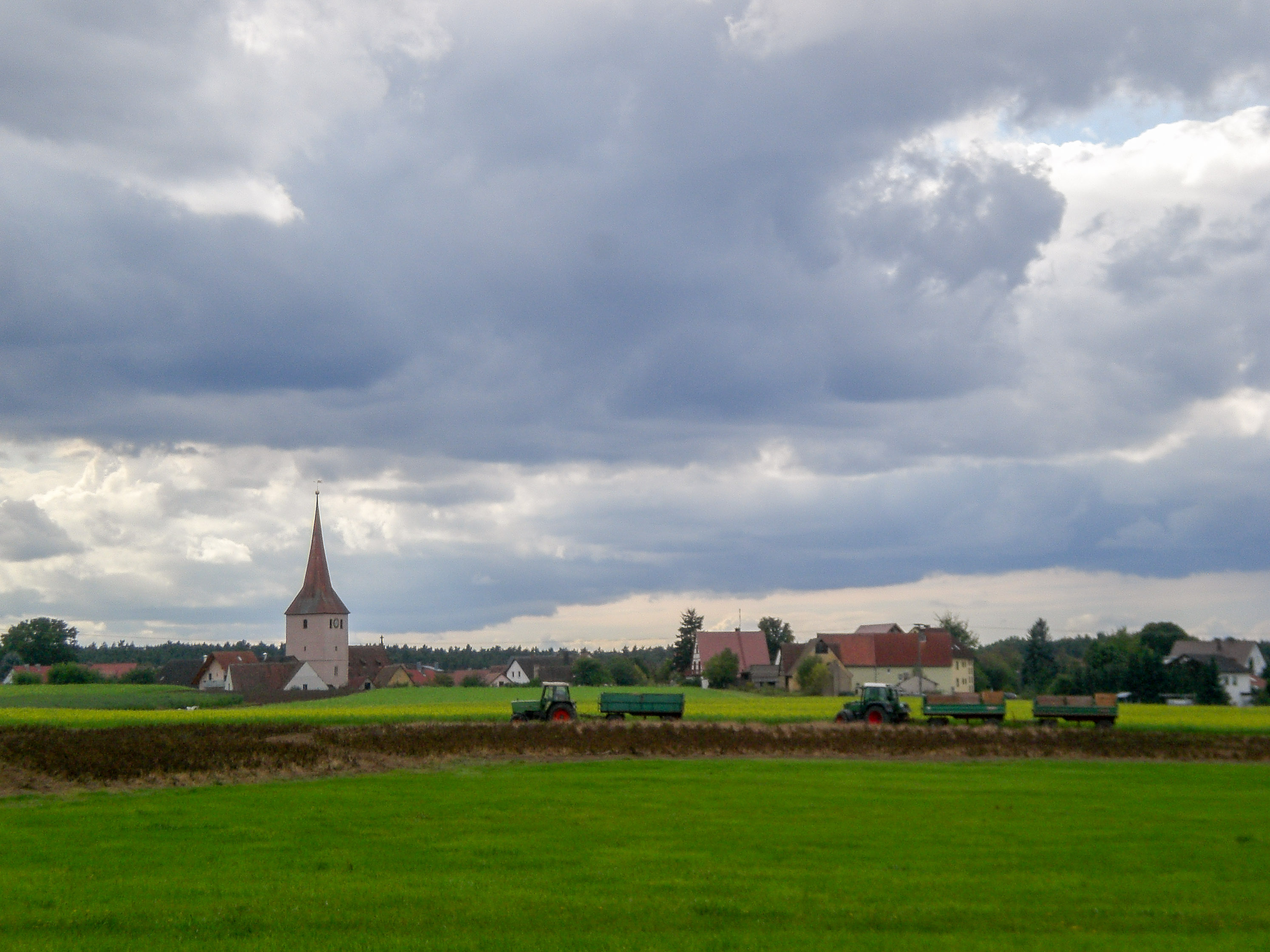
St. Peter und Paul im Ortsbild, Blick von Osten (2017)

St. Peter und Paul ist eine evangelisch-lutherische Kirche im mittelfränkischen Leerstetten, Bayern.

## Geschichte
Die Kirche St. Peter und Paul entstand im 13. Jahrhundert. Sie überbaut vermutlich den Vorgängerbau einer kleinen Wallfahrtskapelle aus dem 12. Jahrhundert, die 1194 erstmals erwähnt wurde. Damals bescheinigte Papst Cölestin V. eine Schenkung an das Hospital des Schottenklosters in „Larensteten“. Im Zusammenhang mit der Zahlung des Zehnten an das Kloster Ebrach wird die Kirche im Jahr 1313 erstmals schriftlich fassbar. Als Filialkirche der Pfarrei Schwabach für die drei Dörfer Leerstetten, Großschwarzenlohe und Furth wurde ihr 1372 vom Eichstätter Bischof Raban ein „ewiger Priester“ bestellt. In den Folgejahren dürfte die Kirche ihren Chorturm erhalten haben, dessen älteste Glocke 1398 gegossen wurde.
Der Turm wurde 1586 teilweise erneuert. Im 16. Jahrhundert wurden wiederum beträchtliche Teile abgebrochen und neu aufgemauert. Das Kirchenschiff erweiterte man 1732 auf die nahezu doppelte Größe, wobei nicht ganz klar ist, ob und wie viel von dem Kirchbau von 1372 erhalten blieb. 1738 wurde die erste Orgel und 1749 die erste Turmuhr eingebaut.
Ihren heutigen neugotischen Charakter und die neue Bittnerorgel erhielt St. Peter und Paul bei dem Umbau in den Jahren 1835 bis 1843 unter der Leitung des Architekten und Konservators Carl Alexander Heideloff. Der Westgiebel wurde mit Türmchen und Arabesken versehen und neu aufgemauert, die Fenster tiefer herabgezogen, eine neue Sakristei errichtet und das Tonnengewölbe eingezogen. Auch der Altar, die Kanzel, das Taufbecken und das Dachgestühl wurden in dieser Zeit erneuert und eine weitere Empore eingebaut. 1857 wurde die Turmuhr erneuert.

## Friedhof
Bis ins 16. Jahrhundert bestand nördlich und östlich der Kirche ein kleiner Gottesacker, er wurde jedoch aufgegeben und ist heute eine kleine Grünanlage. Die massive Umfriedungsmauer aus unbehauenen Feldsteinen und einige Grabmale sind auf der Südseite noch erhalten (siehe Bilder unten). Nördlich vorgelagert befindet sich dort das Kriegerdenkmal zum Gedenken der Toten der beiden Weltkriege.:3 Der 1607 gegründete südliche Friedhof ist ebenso als Bau- und Bodendenkmal geschützt wie die Kirche selbst. Erhalten sind dort zwei Sandsteinmauerzüge der Umfriedung aus dem frühen 17. Jahrhundert, ein liegender Grabstein des 17. Jahrhunderts und einige Grabstätten des späten 19. Jahrhunderts.:3 In den frühen 2000er-Jahren wurde dieser Friedhof erheblich erweitert und zeigt heute neben der Aussegnungshalle einen zusätzlichen markanten Viertelkreis, der sich zu der untergehenden Sonne nach Westen hin öffnet.

## Glocken
Im Gestühl des 47 m hohen Kirchturmes hängen drei Glocken. Als Geläut ertönt zum 1/4 Stundenschlag die kleine Glocke, für den Stundenschlag die große. Im Zweiten Weltkrieg mussten die Glocken abgenommen werden, da sie als Rohstoff für die Kriegsindustrie dienen sollten. Sie wurden zwar 1943 durch die Bremstrommel eines Eisenbahnwaggons als Notglocke ersetzt, aber nach dem Beginn der Luftangriffe auf Nürnberg und den nachfolgenden Wirren nicht abgeholt. Das Einschmelzen blieb ihnen somit erspart.
| Inschrift                                                                        | Gussjahr          | Gießer    | Durchmesser (mm) | Masse (kg) | Schlagton |
| -------------------------------------------------------------------------------- | ----------------- | --------- | ---------------- | ---------- | --------- |
| AVE MARIA GRACIA PLENA DOMINVS TECVM BENEDICTA TV IN MVLIERIBVS ET               | 1494              | unbekannt | 960              | 550        | h1        |
| ANNO DOMINI MILESIMO CCC LXXXXVIII AVE MARIA GRACIA PLENA DOMINVS TC             | 1398              | unbekannt | 750              | 250        | d2        |
| AVE MARIA GRACIA PLENA DOMINVS TECVM                                             | 1494              | unbekannt | 640              | 150        | fis″      |
| Anmerkung: Als Notglocke im Zweiten Weltkrieg diente eine Eisenbahn-Bremstrommel | ca. 1940 (Einbau) | -         | ca. 800          |            | [ 5 ]     |

## Orgel

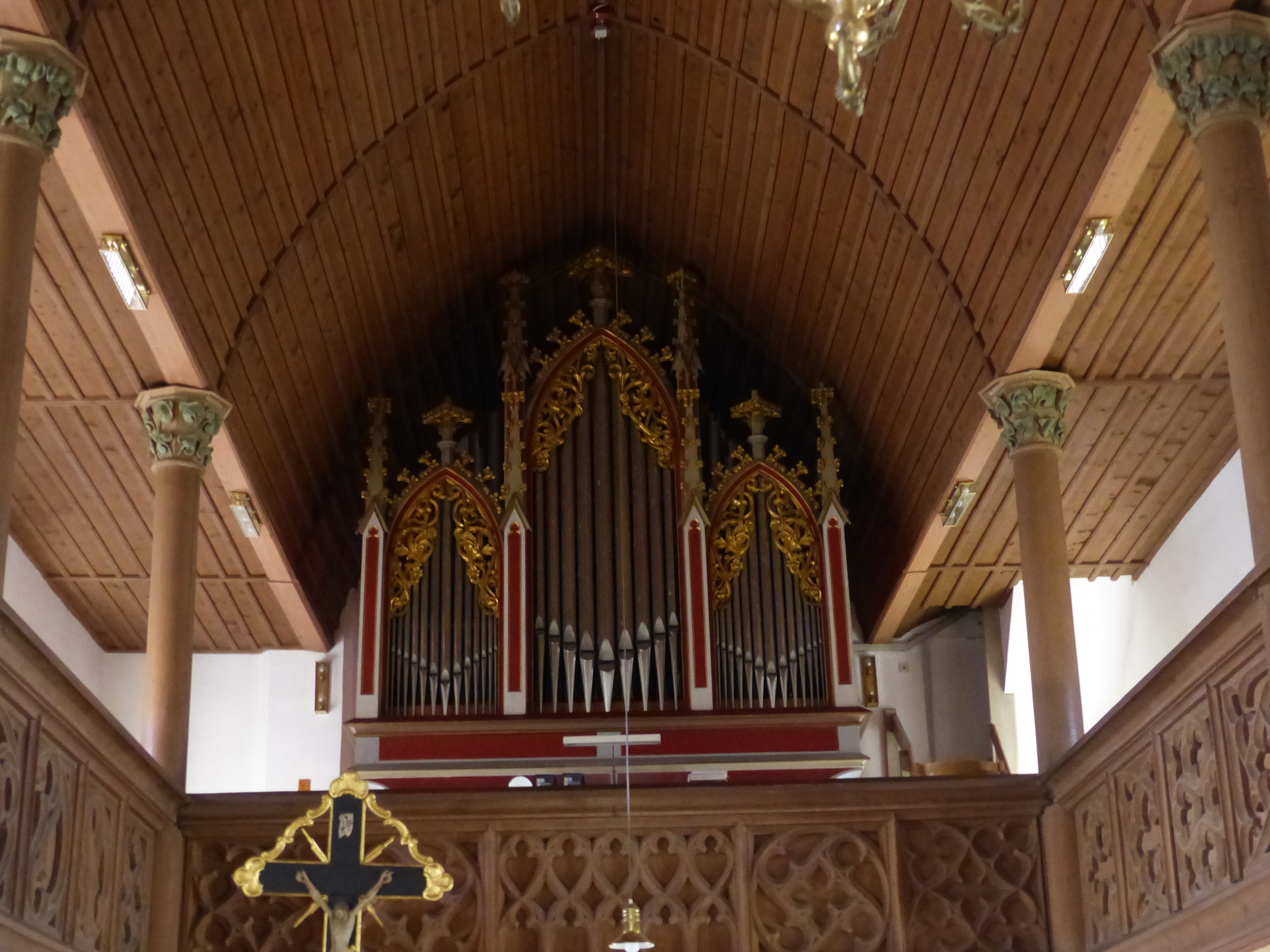
Orgel

Die erste Orgel stammt aus dem Jahr 1738 und wurde von einem nicht überlieferten Orgelbauer gefertigt. Diese wurde 1835 von einem zwölfregistrigen Instrument von August Ferdinand Bittner (sen.) aus Nürnberg abgelöst. Diese wich wiederum 1916 einem Werk von Steinmeyer (Op. 1237) welche zwei Manuale und 14 Register umfasste. Die heutige Orgel stammt aus dem Jahr 1972 und wurde von der Firma Walcker im historischen Gehäuse erbaut. Die rein mechanische Schleifladenorgel verfügt über einen freistehenden Spieltisch. Sie hat folgende Disposition:
| I Hauptwerk C–g''' |            |            |
| 1.                 | Prinzipal  | 8′         |
| 2.                 | Gemshorn   | 8′         |
| 3.                 | Oktave     | 4′         |
| 4.                 | Gambetta   | 4′ + 2 ⁄3′ |
| 5.                 | Spitzflöte | 2′         |
| 6.                 | Mixtur IV  | 1 ⁄3′      |

| II Schwellerk C–g''' |            |                |
| 7.                   | Gedackt    | 8′             |
| 8.                   | Rohrflöte  | 4′             |
| 9.                   | Prinzipal  | 2′             |
| 10.                  | Terzsept   | 1 3⁄5′ + 1 ⁄7′ |
| 11.                  | Quint      | 1 ⁄3′          |
| 12.                  | Zimbel III | 1⁄3′           |
|                      | Tremulant  |                |

| Pedalwerk C–f' |              |         |
| 13.            | Subbass      | 16′     |
| 14.            | Offenbass    | 8′      |
| 15.            | Basszink III | 5 1⁄3′  |
| 16.            | Choralbass   | 4′ + 2′ |

- Koppeln: II/I, I/P, II/P

## Bilder

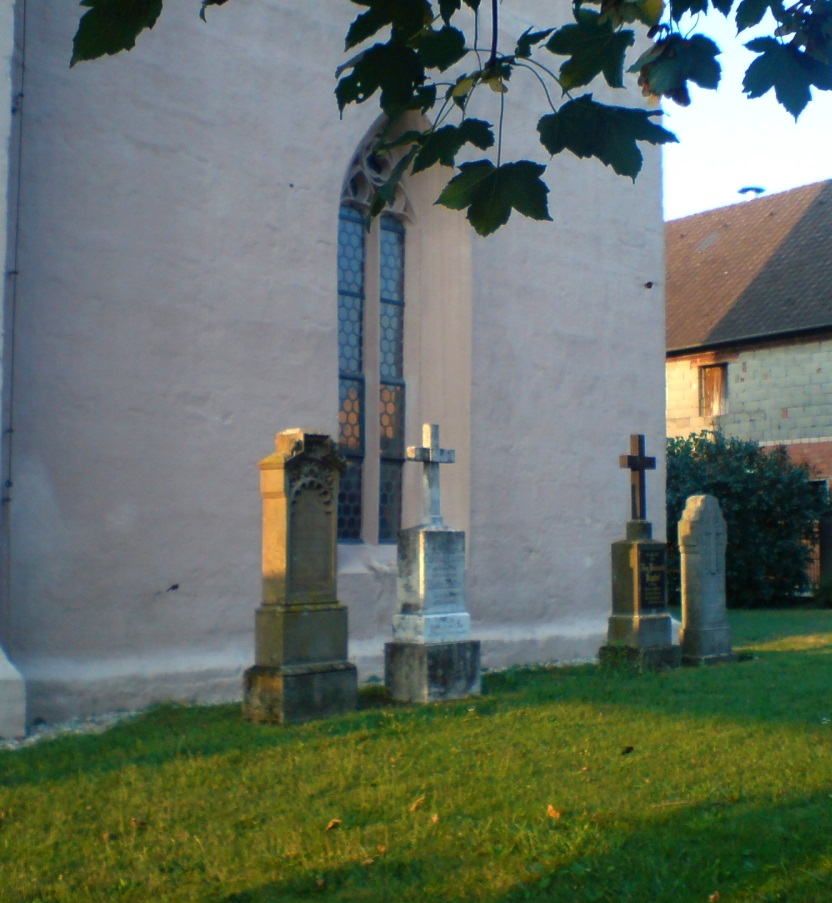
Alter Friedhof
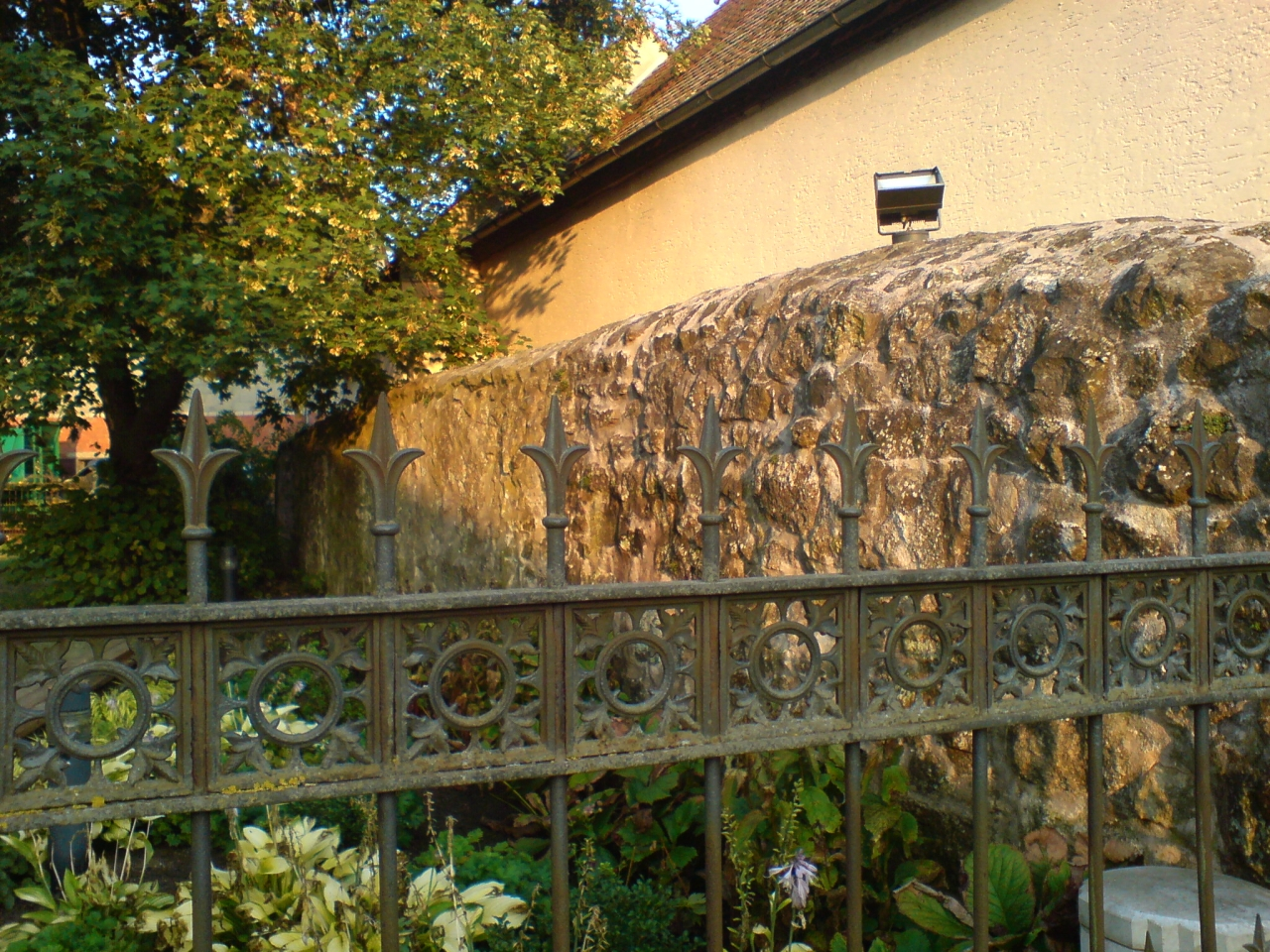
Friedhofsmauer
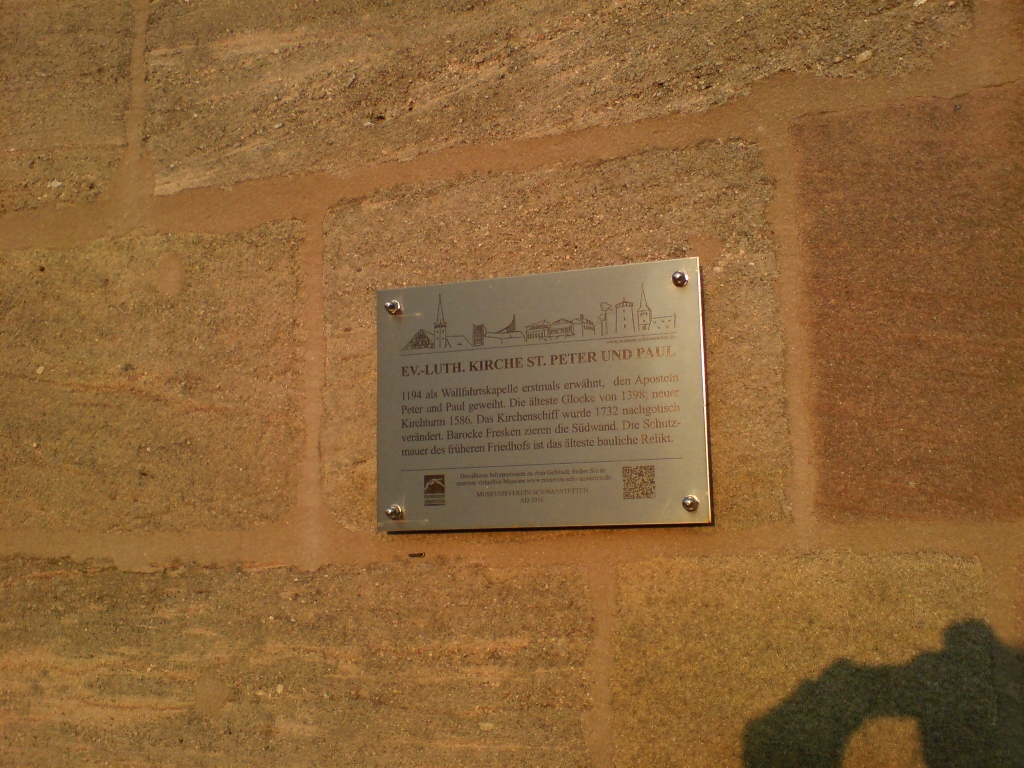
Infotafel
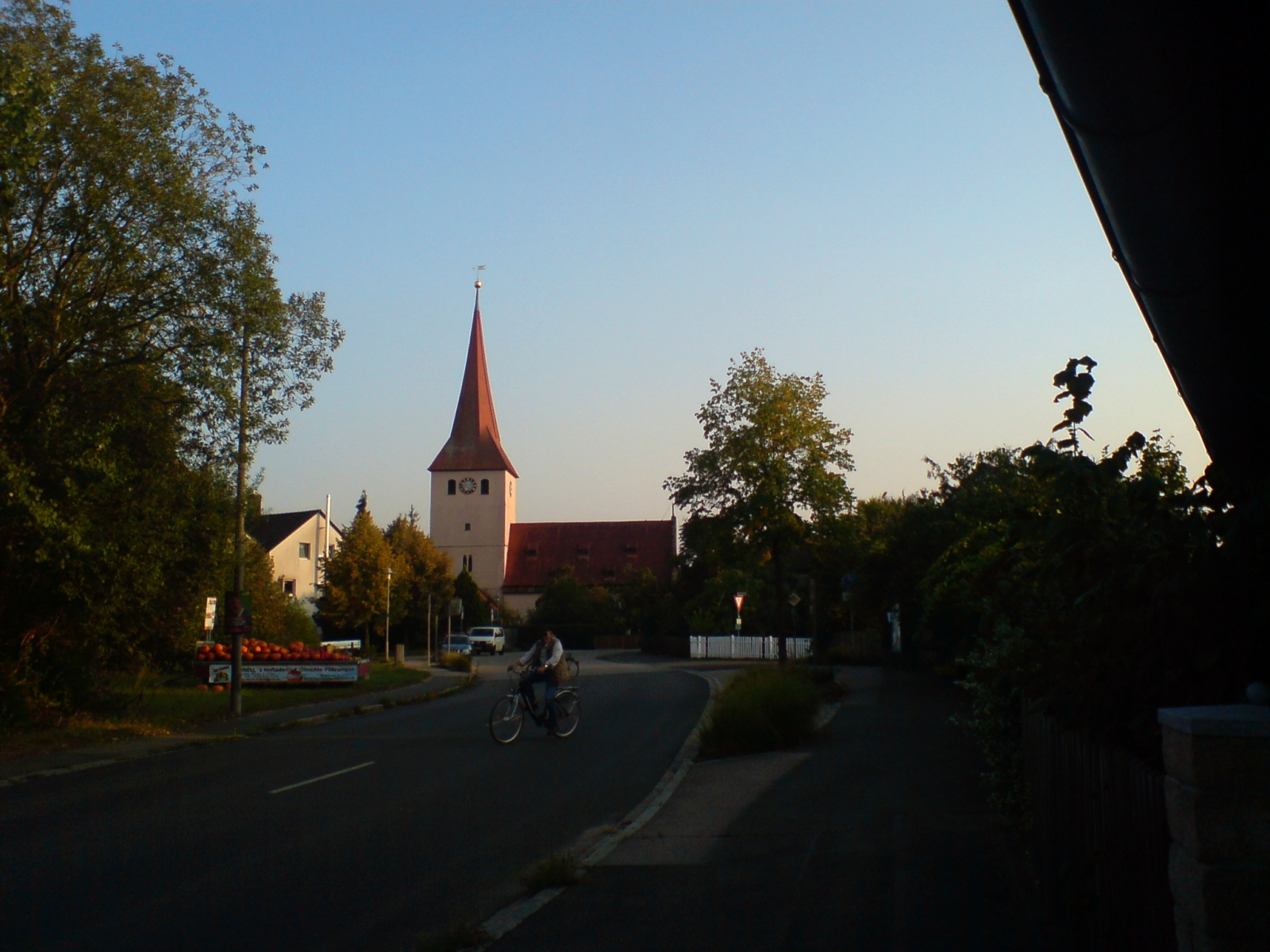
Nordostansicht
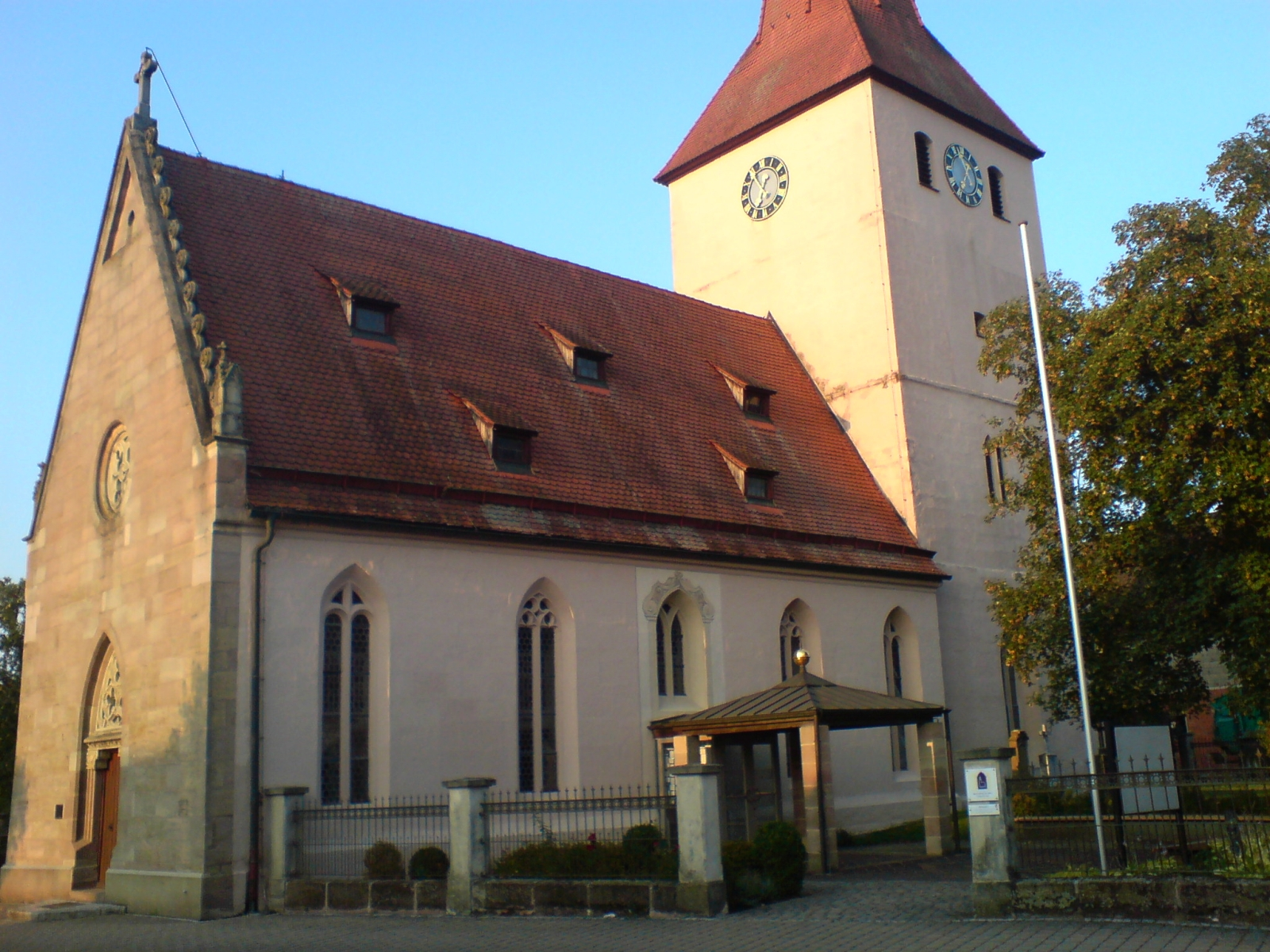
Südwestansicht